# Districte de Prigorodni (Ossètia del Nord - Alània)
El Districte de Prigorodni (en rus: При́городный райо́н) és un dels vuit districtes de la república caucàsica d'Ossètia del Nord, a la Federació Russa. Està situat al llarg de la frontera oriental de la república.
A diferència de la resta de la república, amb majoria d'ossets, el districte ha estat històricament part d'Ingúixia, fet que ha creat tensions ètniques. El districte era part d'Ingúixia (a la vegada part de l'RSSA de Txetxènia-Ingúixia quan Stalin va abolir l'autonomia ingúixa, va deportar els ingúixos a l'Àsia central i va transferir Prigorodni a Ossètia del Nord el 1944. Aquest fet ha estat la llavor d'un conflicte que ha durat fins a l'actualitat, i que ha reviscolat especialment amb la fi de la Unió Soviètica.